# سينج (مدينة)
سيني (بالكرواتية: Senj) هي مدينة في ولاية ليكا سيني ، كرواتيا ، ويبلغ عدد سكانها 7840 نسمة في عام 2011.